# جان فيكتور ألارد
جان فيكتور ألارد هو ضابط كندي، ولد في 12 يونيو 1913 في Sainte-Monique, Centre-du-Québec, Quebec ‏ في كندا، وتوفي في 23 أبريل 1996 في تروا ريفيير في كندا.